# Lacoste (Hérault)
Pour les articles homonymes, voir Lacoste.
Lacoste (en occitan La Còsta) est une commune française située dans le centre du département de l'Hérault, en région Occitanie. Ses habitants s'appellent les Coustoulins et les Coustoulines.
Exposée à un climat méditerranéen, elle est drainée par la Lergue, le Salagou et par divers autres petits cours d'eau. La commune possède un patrimoine naturel remarquable : un site Natura 2000 (« le Salagou ») et quatre zones naturelles d'intérêt écologique, faunistique et floristique.
Lacoste est une commune rurale qui compte 312 habitants en 2022, après avoir connu une forte hausse de la population depuis 1968. Elle est dans l'agglomération de Clermont-l'Hérault et fait partie de l'aire d'attraction de Montpellier.

## Géographie

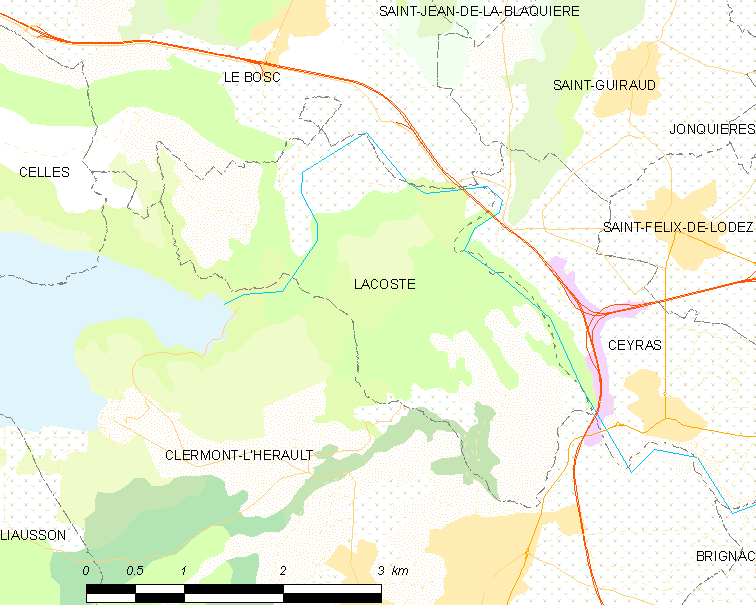
Carte

Le village est situé juste à la sortie nord de la ville de Clermont-l'Hérault, à l'est du lac du Salagou. Perché à 176 mètres, il domine la vallée de la rivière Lergue, affluent de l'Hérault.
C'est un village pittoresque, anciennement fortifié, avec ses vieilles maisons en pierre de lave.
Lacoste fait partie du Pays Cœur d'Hérault.

### Hydrographie
La Lergue, Le Salagou, le ruisseau de Trénols sont les principaux cours d'eau parcourant la commune.

### Communes limitrophes
|                    | Le Bosc            |        |
| Clermont-l'Hérault | Lacoste            | Ceyras |
|                    | Clermont-l'Hérault |        |

### Climat
Pour des articles plus généraux, voir Climat de l'Occitanie et Climat de l'Hérault.
En 2010, le climat de la commune est de type climat méditerranéen franc, selon une étude s'appuyant sur une série de données couvrant la période 1971-2000. En 2020, Météo-France publie une typologie des climats de la France métropolitaine dans laquelle la commune est exposée à un climat méditerranéen et est dans la région climatique  Provence, Languedoc-Roussillon, caractérisée par une pluviométrie faible en été, un très bon ensoleillement (2 600 h/an), un été chaud (21,5 °C), un air très sec en été, sec en toutes saisons, des vents forts (fréquence de 40 à 50 % de vents > 5 m/s) et peu de brouillards.
Pour la période 1971-2000, la température annuelle moyenne est de 14,5 °C, avec une amplitude thermique annuelle de 16,4 °C. Le cumul annuel moyen de précipitations est de 779 mm, avec 6,8 jours de précipitations en janvier et 2,7 jours en juillet. Pour la période 1991-2020, la température moyenne annuelle observée sur la station météorologique la plus proche, située sur la commune de Saint-André-de-Sangonis à 5 km à vol d'oiseau, est de 15,5 °C et le cumul annuel moyen de précipitations est de 652,4 mm,. Pour l'avenir, les paramètres climatiques de la commune estimés pour 2050 selon différents scénarios d'émission de gaz à effet de serre sont consultables sur un site dédié publié par Météo-France en novembre 2022.

### Milieux naturels et biodiversité

#### Réseau Natura 2000

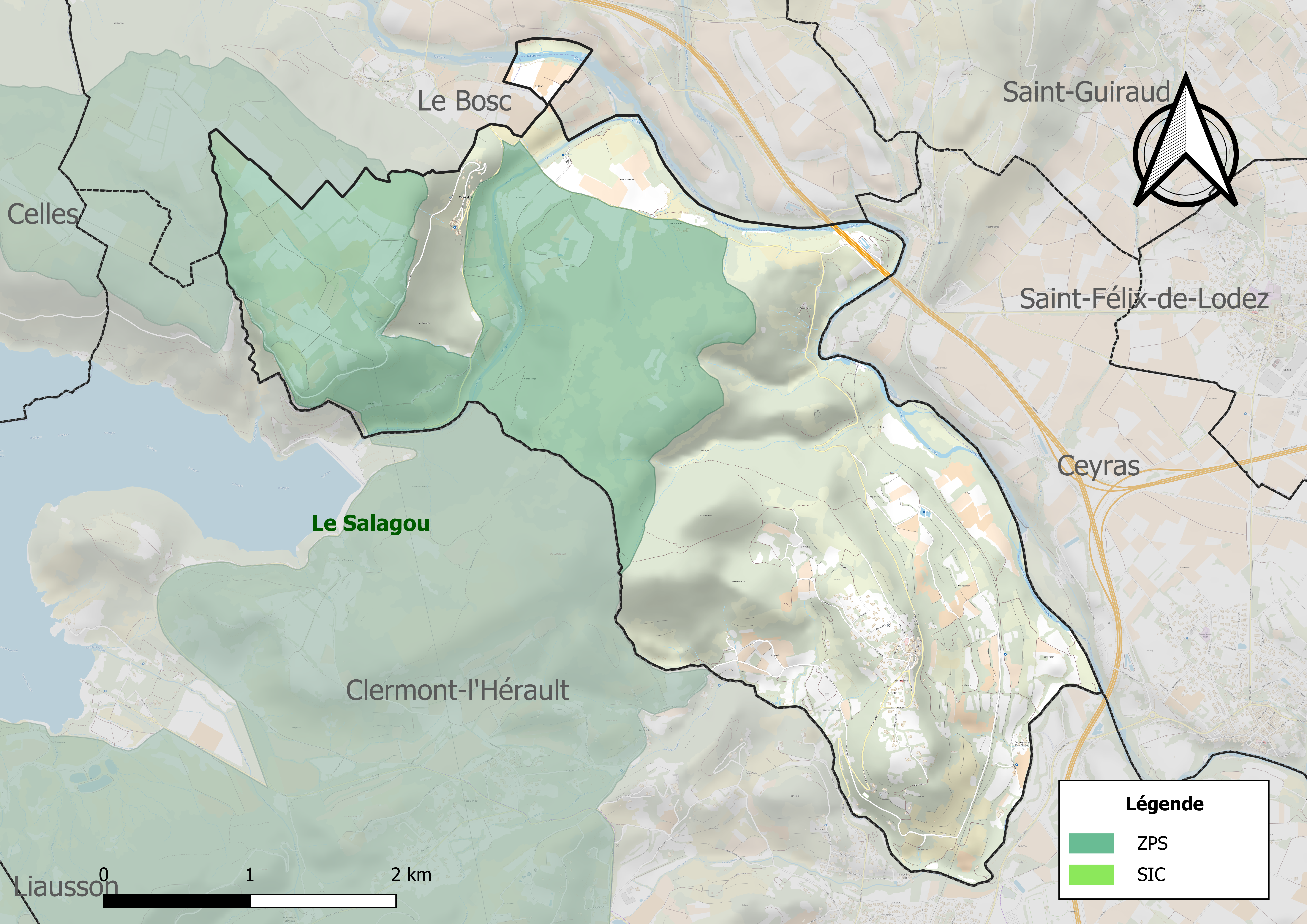
Sites Natura 2000 sur le territoire communal.

Le réseau Natura 2000 est un réseau écologique européen de sites naturels d'intérêt écologique élaboré à partir des directives habitats et oiseaux, constitué de zones spéciales de conservation (ZSC) et de zones de protection spéciale (ZPS).
Un site Natura 2000 a été défini sur la commune au titre  de la directive oiseaux : « le Salagou », d'une superficie de 12 794 ha, effectuant la transition entre la plaine languedocienne et les premiers contreforts de la montagne Noire et du Larzac. Outre l'aigle de Bonelli, trois autres espèces d'oiseaux ont également été prises en compte dans la délimitation de la ZPS, l'Outarde canepetière, le Blongios nain et le Busard cendré.

#### Zones naturelles d'intérêt écologique, faunistique et floristique
L’inventaire des zones naturelles d'intérêt écologique, faunistique et floristique (ZNIEFF) a pour objectif de réaliser une couverture des zones les plus intéressantes sur le plan écologique, essentiellement dans la perspective d’améliorer la connaissance du patrimoine naturel national et de fournir aux différents décideurs un outil d’aide à la prise en compte de l’environnement dans l’aménagement du territoire.
Deux ZNIEFF de type 1 sont recensées sur la commune :
les « plateaux de l'Auverne et du puech Rouch » (800 ha), couvrant 5 communes du département et 
la « vallée de la Lergue » (225 ha), couvrant 8 communes du département
et deux ZNIEFF de type 2, : 
- le « bassin du Salagou » (8 089 ha), couvrant 12 communes du département[13] ;
- le « cours moyen de l'Hérault et de la Lergue » (976 ha), couvrant 22 communes du département[14].

Carte des ZNIEFF de type 1 et 2 à Lacoste.
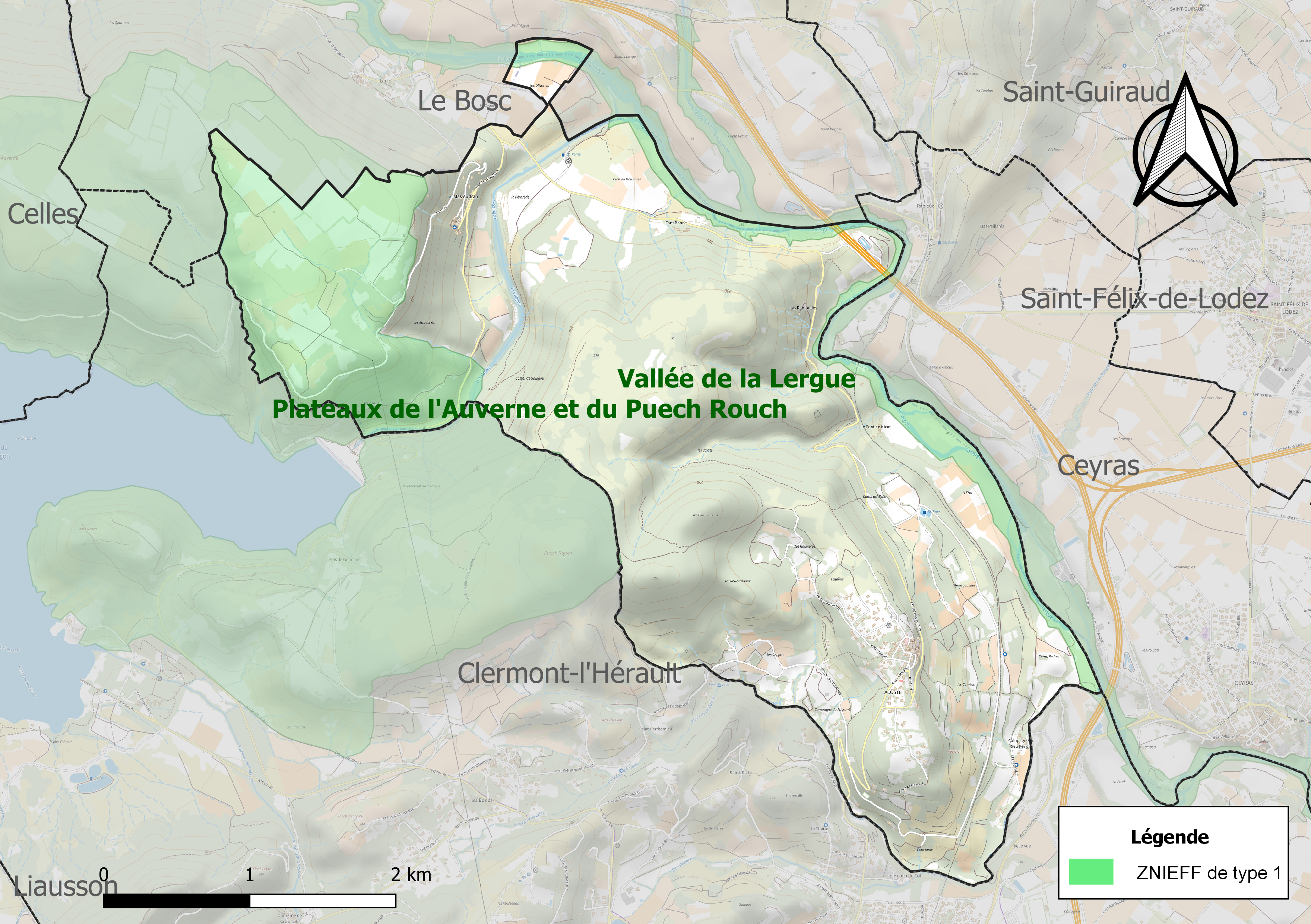
Carte des ZNIEFF de type 1 sur la commune.
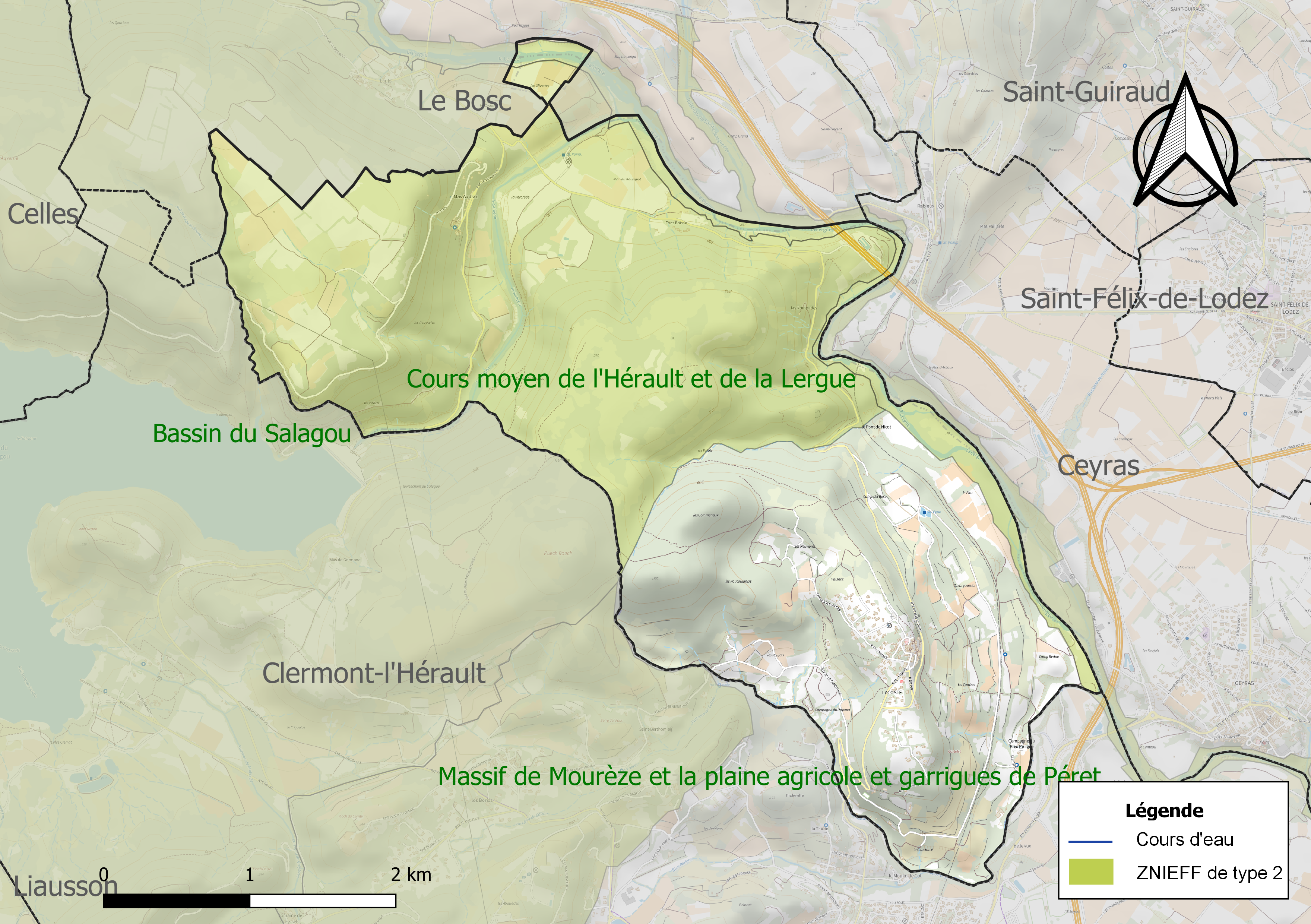
Carte des ZNIEFF de type 2 sur la commune.

## Urbanisme

### Typologie
Au 1er janvier 2024, Lacoste est catégorisée commune rurale à habitat dispersé, selon la nouvelle grille communale de densité à sept niveaux définie par l'Insee en 2022.
Elle appartient à l'unité urbaine de Clermont-l'Hérault, une agglomération intra-départementale regroupant trois  communes, dont elle est une commune de la banlieue,,. Par ailleurs la commune fait partie de l'aire d'attraction de Montpellier, dont elle est une commune de la couronne,. Cette aire, qui regroupe 161 communes, est catégorisée dans les aires de 700 000 habitants ou plus (hors Paris),.

### Occupation des sols
L'occupation des sols de la commune, telle qu'elle ressort de la base de données européenne d’occupation biophysique des sols Corine Land Cover (CLC), est marquée par l'importance des forêts et milieux semi-naturels (53,8 % en 2018), en augmentation par rapport à 1990 (49,2 %). La répartition détaillée en 2018 est la suivante : 
forêts (36,8 %), milieux à végétation arbustive et/ou herbacée (17 %), cultures permanentes (16,4 %), zones agricoles hétérogènes (16,2 %), prairies (9,4 %), zones urbanisées (4,3 %). L'évolution de l’occupation des sols de la commune et de ses infrastructures peut être observée sur les différentes représentations cartographiques du territoire : la carte de Cassini (XVIIIe siècle), la carte d'état-major (1820-1866) et les cartes ou photos aériennes de l'IGN pour la période actuelle (1950 à aujourd'hui).

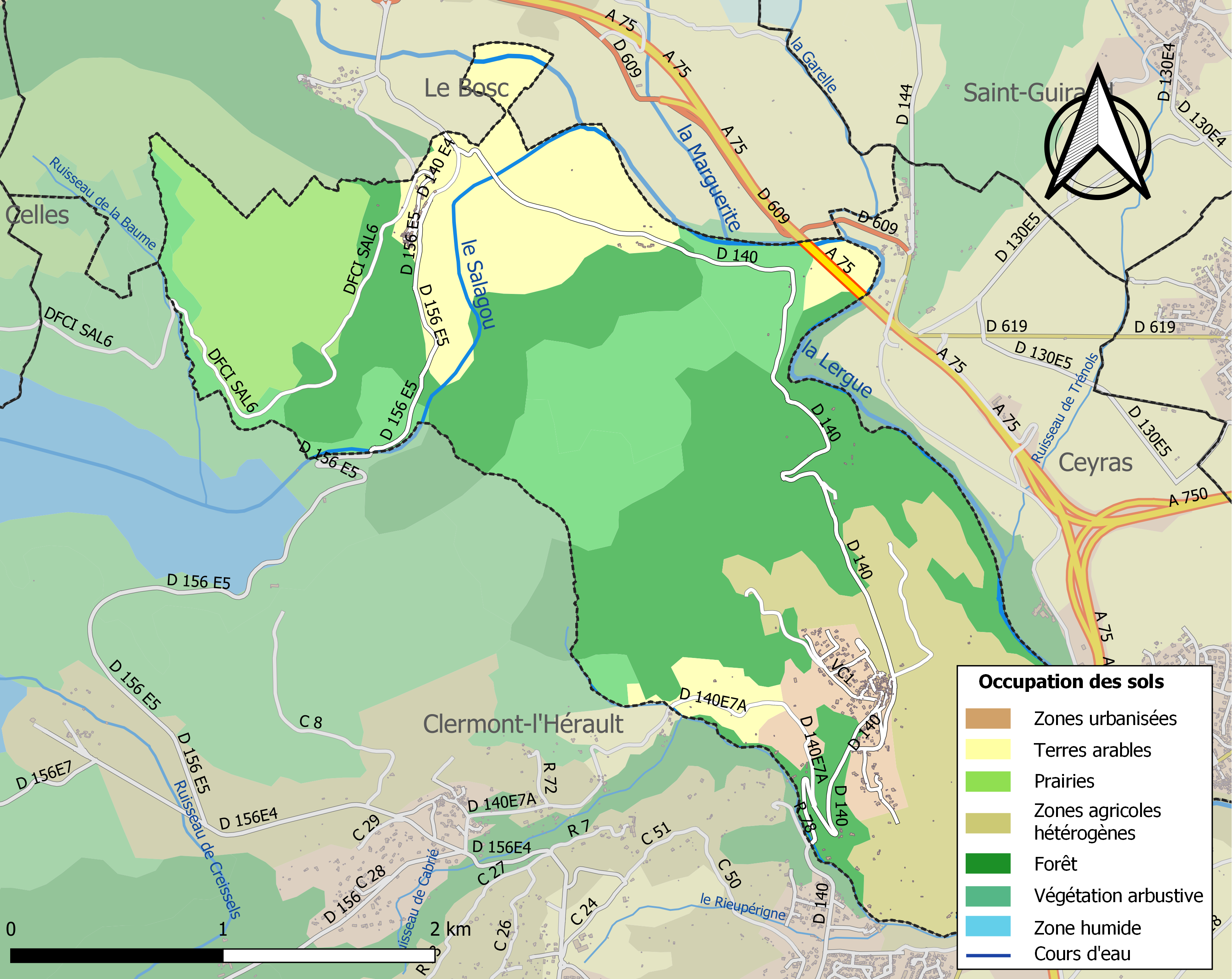
Carte des infrastructures et de l'occupation des sols de la commune en 2018 (CLC).

### Risques majeurs
Le territoire de la commune de Lacoste est vulnérable à différents aléas naturels : météorologiques (tempête, orage, neige, grand froid, canicule ou sécheresse), feux de forêts et séisme (sismicité faible). Il est également exposé à deux risques technologiques,  le transport de matières dangereuses et la rupture d'un barrage, et à un risque particulier : le risque de radon. Un site publié par le BRGM permet d'évaluer simplement et rapidement les risques d'un bien localisé soit par son adresse soit par le numéro de sa parcelle.

#### Risques naturels
Lacoste est exposée au risque de feu de forêt. Un plan départemental de protection des forêts contre les incendies (PDPFCI) a été approuvé en juin 2013 et court jusqu'en 2022, où il doit être renouvelé. Les mesures individuelles de prévention contre les incendies sont précisées par deux arrêtés préfectoraux et s’appliquent dans les zones exposées aux incendies de forêt et à moins de 200 mètres de celles-ci. L’arrêté du 25 avril 2002 réglemente l'emploi du feu en interdisant notamment d’apporter du feu, de fumer et de jeter des mégots de cigarette dans les espaces sensibles et sur les voies qui les traversent sous peine de sanctions. L'arrêté du 11 mars 2013 rend le débroussaillement obligatoire, incombant au propriétaire ou ayant droit,.

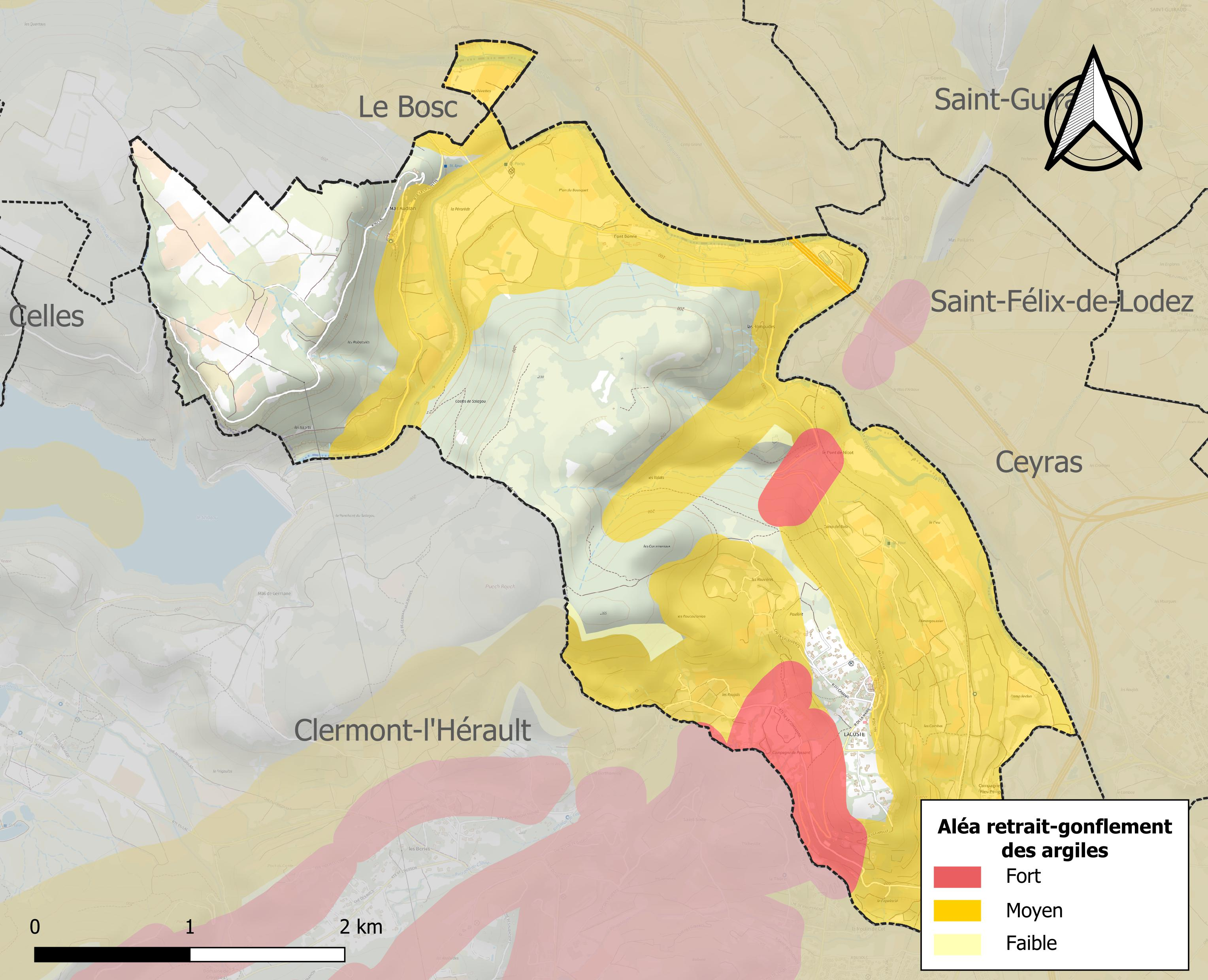
Carte des zones d'aléa retrait-gonflement des sols argileux de Lacoste.

Le retrait-gonflement des sols argileux est susceptible d'engendrer des dommages importants aux bâtiments en cas d’alternance de périodes de sécheresse et de pluie. 59,2 % de la superficie communale est en aléa moyen ou fort (59,3 % au niveau départemental et 48,5 % au niveau national). Sur les 169 bâtiments dénombrés sur la commune en 2019, 92 sont en aléa moyen ou fort, soit 54 %, à comparer aux 85 % au niveau départemental et 54 % au niveau national. Une cartographie de l'exposition du territoire national au retrait gonflement des sols argileux est disponible sur le site du BRGM,.
Par ailleurs, afin de mieux appréhender le risque d’affaissement de terrain, l'inventaire national des cavités souterraines permet de localiser celles situées sur la commune.
La commune a été reconnue en état de catastrophe naturelle au titre des dommages causés par les inondations et coulées de boue survenues en 1982, 1990, 2006, 2014, 2015 et 2019. 

#### Risques technologiques
Le risque de transport de matières dangereuses sur la commune est lié à sa traversée par des infrastructures routières ou ferroviaires importantes ou la présence d'une canalisation de transport d'hydrocarbures. Un accident se produisant sur de telles infrastructures est susceptible d’avoir des effets graves sur les biens, les personnes ou l'environnement, selon la nature du matériau transporté. Des dispositions d’urbanisme peuvent être préconisées en conséquence.
La commune est en outre située en aval du Barrage du Salagou, un ouvrage de classe A sur le Salagou, mis en service en 1968 et disposant d'une retenue de 102 millions de mètres cubes. À ce titre elle est susceptible d’être touchée par l’onde de submersion consécutive à la rupture de cet ouvrage.

#### Risque particulier
Dans plusieurs parties du territoire national, le radon, accumulé dans certains logements ou autres locaux, peut constituer une source significative d’exposition de la population aux rayonnements ionisants. Certaines communes du département sont concernées par le risque radon à un niveau plus ou moins élevé. Selon la classification de 2018, la commune de Lacoste est classée en zone 3, à savoir zone à potentiel radon significatif.

## Héraldique
| Armes de Lacoste | Les armes de Lacoste se blasonnent ainsi : d'azur, à une croix à longue hampe d'argent mouvant de la pointe portant à senestre une bannière du même avec l'inscription de sable ECCE AGNUS DEI, adextrée d'une rencontre de chèvre aussi d'argent, au chef bastillé de trois pièces d'or chargé d'un tourteau de gueules |

## Politique et administration
| Période | Période  | Identité                  | Étiquette | Qualité                             |
| ------- | -------- | ------------------------- | --------- | ----------------------------------- |
| 1792    | 1794     | Jean Berthomieu           |           |                                     |
| 1794    | 1796     | Joseph Carrière           |           |                                     |
| 1796    | 1800     | Jacques, François Galtier |           |                                     |
| 1800    | 1808     | Antoine Rey Lambre        |           |                                     |
| 1808    | 1830     | Jean, André Sauclières    |           |                                     |
| 1830    | 1848     | Jean, Fulcrand Sauclières |           |                                     |
| 1848    | 1865     | Jean, Frédéric Carrière   |           |                                     |
| 1865    | 1868     | Jean Galtier              |           |                                     |
| 1868    | 1870     | Joseph Rey                |           |                                     |
| 1870    | 1871     | Laurens Aguilhon          |           |                                     |
| 1871    | 1874     | Antoine Fabre             |           |                                     |
| 1874    | 1876     | Joseph Rey                |           |                                     |
| 1876    | 1878     | Antoine Fabre             |           |                                     |
| 1878    | 1879     | Augustin Carrière         |           |                                     |
| 1879    | 1881     | César Baumes              |           |                                     |
| 1881    | 1888     | Théophile Sauclières      |           |                                     |
| 1888    | 1898     | Dominique Bruandet        |           |                                     |
| 1898    | 1904     | Alexandre Galtier         |           |                                     |
| 1904    | 1906     | Augustin Carrière         |           |                                     |
| 1906    | 1912     | Hippolyte Berthomieu      |           |                                     |
| 1912    | 1919     | Augustin Bruandet         |           |                                     |
| 1919    | 1925     | Albert Sauclières         |           |                                     |
| 1925    | 1930     | Léon Bessière             |           |                                     |
| 1930    | 1944     | Aimé Bernard              |           |                                     |
| 1944    | 1945     | Étienne Garcin            |           | Président de la Délégation Spéciale |
| 1945    | 1964     | Hubert Bouniol            |           |                                     |
| 1964    | 1977     | Denis Bouniol             |           |                                     |
| 1977    | 1983     | Benjamin Aninat           |           |                                     |
| 1983    | 1989     | Léopold Fabre             |           |                                     |
| 1989    | 2008     | Jean Feral                | DVD       |                                     |
| 2008    | 2020     | Philippe Ventre           | UMP-LR    | Retraité                            |
| 2020    | En cours | Marc Carayon              |           |                                     |

## Démographie
L'évolution du nombre d'habitants est connue à travers les recensements de la population effectués dans la commune depuis 1793. Pour les communes de moins de 10 000 habitants, une enquête de recensement portant sur toute la population est réalisée tous les cinq ans, les populations de référence des années intermédiaires étant quant à elles estimées par interpolation ou extrapolation. Pour la commune, le premier recensement exhaustif entrant dans le cadre du nouveau dispositif a été réalisé en 2004.

En 2022, la commune comptait 312 habitants, en évolution de −6,59 % par rapport à 2016 (Hérault : +7,49 %, France hors Mayotte : +2,11 %).
| 1793 | 1800 | 1806 | 1821 | 1831 | 1836 | 1841 | 1846 | 1851 |
| ---- | ---- | ---- | ---- | ---- | ---- | ---- | ---- | ---- |
| 202  | 330  | 275  | 276  | 269  | 265  | 289  | 258  | 261  |

| 1856 | 1861 | 1866 | 1872 | 1876 | 1881 | 1886 | 1891 | 1896 |
| ---- | ---- | ---- | ---- | ---- | ---- | ---- | ---- | ---- |
| 254  | 250  | 234  | 210  | 246  | 215  | 224  | 240  | 255  |

| 1901 | 1906 | 1911 | 1921 | 1926 | 1931 | 1936 | 1946 | 1954 |
| ---- | ---- | ---- | ---- | ---- | ---- | ---- | ---- | ---- |
| 224  | 224  | 209  | 179  | 186  | 175  | 144  | 146  | 137  |

| 1962 | 1968 | 1975 | 1982 | 1990 | 1999 | 2004 | 2006 | 2009 |
| ---- | ---- | ---- | ---- | ---- | ---- | ---- | ---- | ---- |
| 132  | 125  | 145  | 174  | 225  | 248  | 262  | 267  | 285  |

| 2014 | 2019 | 2022 | - | - | - | - | - | - |
| ---- | ---- | ---- | - | - | - | - | - | - |
| 328  | 308  | 312  | - | - | - | - | - | - |

## Économie

### Revenus
En 2018, la commune compte 130 ménages fiscaux, regroupant 301 personnes. La médiane du revenu disponible par unité de consommation est de 22 180 € (20 330 € dans le département).

### Emploi
|                | 2008   | 2013   | 2018   |
| -------------- | ------ | ------ | ------ |
| Commune        | 9,6 %  | 9,8 %  | 12,9 % |
| Département    | 10,1 % | 11,9 % | 12 %   |
| France entière | 8,3 %  | 10 %   | 10 %   |

En 2018, la population âgée de 15 à 64 ans s'élève à 176 personnes, parmi lesquelles on compte 81,9 % d'actifs (69 % ayant un emploi et 12,9 % de chômeurs) et 18,1 % d'inactifs,. En  2018, le taux de chômage communal (au sens du recensement) des 15-64 ans est supérieur à celui de la France et du département, alors qu'il était inférieur à celui du département en 2008.
La commune fait partie de la couronne de l'aire d'attraction de Montpellier, du fait qu'au moins 15 % des actifs travaillent dans le pôle,. Elle compte 23 emplois en 2018, contre 34 en 2013 et 37 en 2008. Le nombre d'actifs ayant un emploi résidant dans la commune est de 124, soit un indicateur de concentration d'emploi de 18,3 % et un taux d'activité parmi les 15 ans ou plus de 54,6 %.
Sur ces 124 actifs de 15 ans ou plus ayant un emploi, 21 travaillent dans la commune, soit 17 % des habitants. Pour se rendre au travail, 90 % des habitants utilisent un véhicule personnel ou de fonction à quatre roues, 3,3 % les transports en commun, 3,3 % s'y rendent en deux-roues, à vélo ou à pied et 3,3 % n'ont pas besoin de transport (travail au domicile).

### Activités hors agriculture
22 établissements sont implantés  à Lacoste au 31 décembre 2019.
Le secteur des activités spécialisées, scientifiques et techniques et des activités de services administratifs et de soutien est prépondérant sur la commune puisqu'il représente 22,7 % du nombre total d'établissements de la commune (5 sur les 22 entreprises implantées  à Lacoste), contre 17,1 % au niveau départemental.

### Agriculture
La commune est dans le « Soubergues », une petite région agricole occupant le nord-est du département de l'Hérault. En 2020, l'orientation technico-économique de l'agriculture  sur la commune est la culture de fruits ou d'autres cultures permanentes.
|               | 1988 | 2000 | 2010 | 2020 |
| ------------- | ---- | ---- | ---- | ---- |
| Exploitations | 33   | 27   | 16   | 13   |
| SAU (ha)      | 183  | 115  | 62   | 44   |

Le nombre d'exploitations agricoles en activité et ayant leur siège dans la commune est passé de 33 lors du recensement agricole de 1988  à 27 en 2000 puis à 16 en 2010 et enfin à 13 en 2020, soit une baisse de 61 % en 32 ans. Le même mouvement est observé à l'échelle du département qui a perdu pendant cette période 67 % de ses exploitations,. La surface agricole utilisée sur la commune a également diminué, passant de 183 ha en 1988 à 44 ha en 2020. Parallèlement la surface agricole utilisée moyenne par exploitation a baissé, passant de 6 à 3 ha.

## Monuments et lieux touristiques

### Le Christ de Laroque (ou Christ de Belbézé)

#### Chapelle du Belbezé de Lacoste

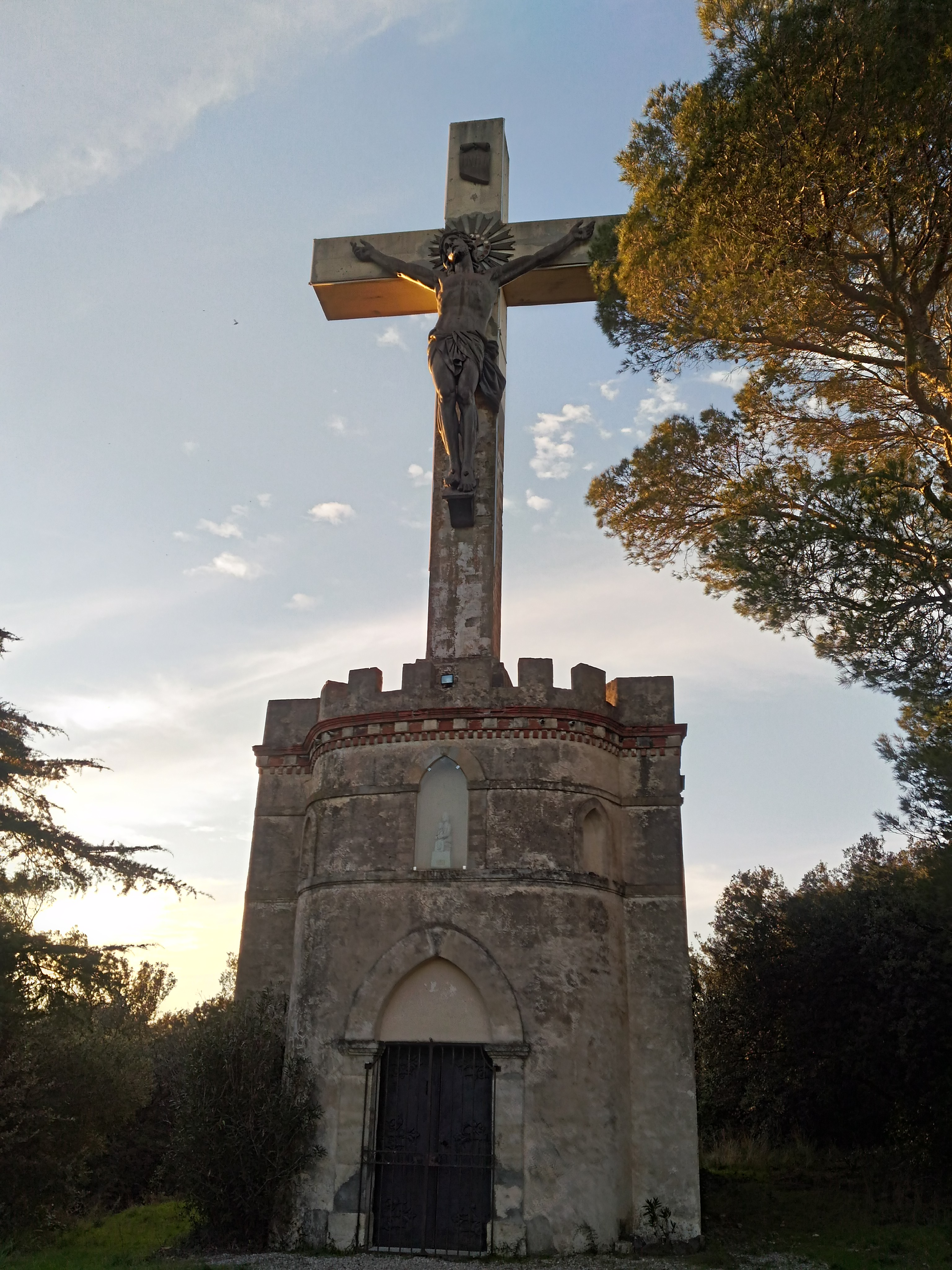
Chapelle du Christ de Laroque.

La commune est connue pour une statue monumentale de Jésus-Christ installée contre la chapelle de Belbézé. Elle est lourde de 2,5 tonnes de fonte, haute de 5 mètres et large de 4,4 mètres.
Érigée au début du XXe siècle par une riche propriétaire de la commune, celle-ci avait été échaudée par la destruction de ses deux premières croix plus simples plantées sur un des chemins de la commune. Dans le contexte de la loi de séparation de l'Église et de l'État (1905), elle a fait réaliser cette statue par la fonderie de Vaucouleurs (Meuse). La statue a ensuite été accrochée sur une croix et placée contre la chapelle de Belbézé.
En 1994, le Christ est mis à terre car son poids a endommagé la solidité de la chapelle. Après travaux, il a été réinstallé en août 2004. Une association locale a émis le projet d'un éclairage de la chapelle afin de rendre la statue visible depuis la nouvelle autoroute A75 et faire connaître la commune.

### Abbaye de Cornils

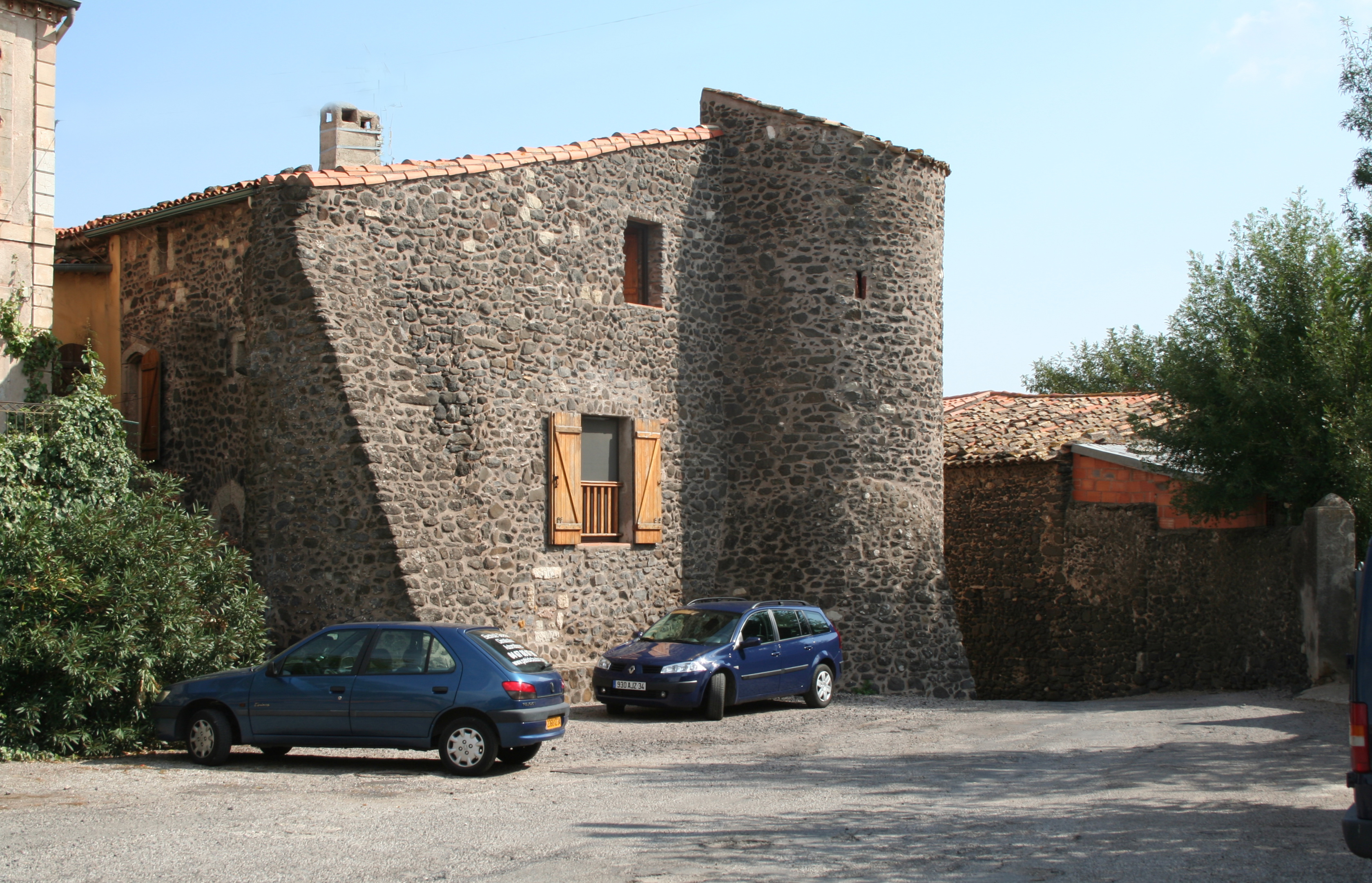
Château.

Cette abbaye se trouve sur la colline du Mont Cornils à 1 km au nord du village et domine la rivière Lergue et sa vallée à l'est.
Fondée au XIIIe siècle, elle est d'abord occupée par des chanoines à la suite d'un don de l'évêque de Lodève puis plus tard de femmes bénédictines. Elle est en partie
reconstruite au XVe siècle dont un chevet plat avant d'être peu à peu abandonnée.
Aujourd'hui, il n'en reste que des ruines dont les vestiges de salles voûtées et d'une citerne.

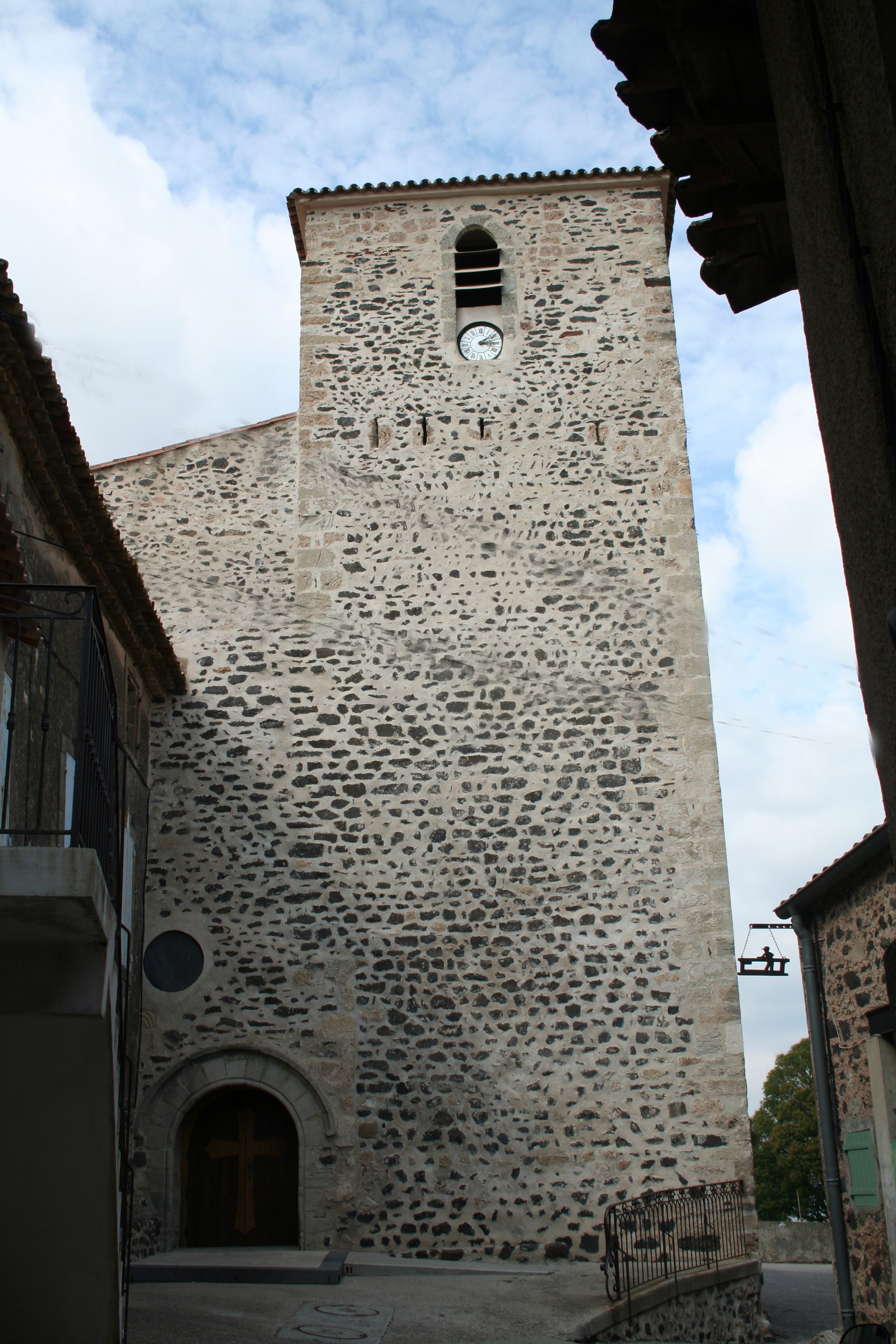
Entrée de l'église Saint-Jean-Baptiste.

### Autres
- Église paroissiale Saint-Jean-Baptiste[34] fortifiée du XIIIe siècle avec un chevet à chemin de ronde.
- Vestiges de deux tours d'angle rondes ainsi qu'une porte au sud dans le village.
- Présence de tombes wisigothiques près de Cornils.
- Nombreuses cabanes agricoles en pierres basaltiques.
- Pont romain à une arche sur la rivière Duro au pied de Cornils.

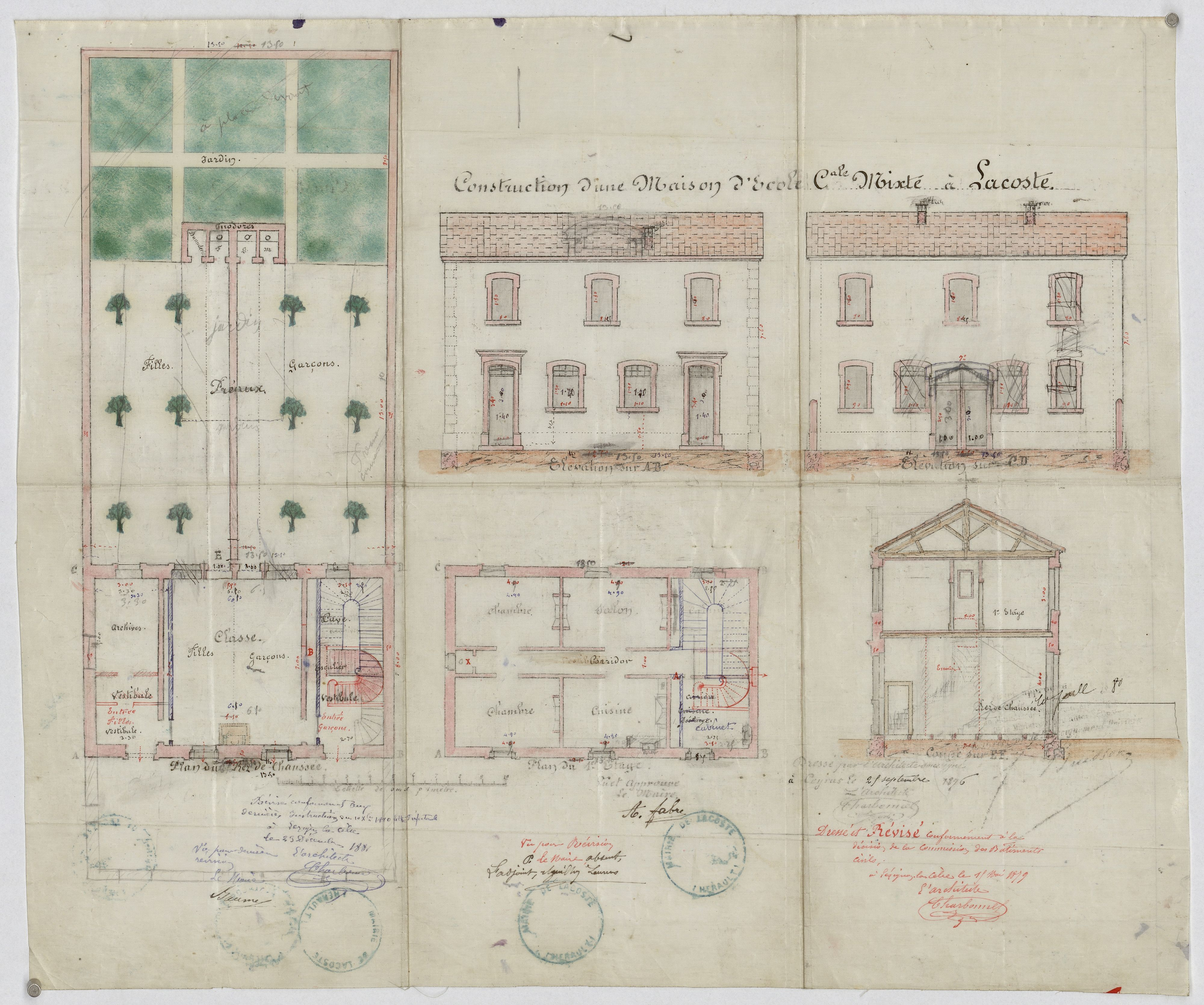
Plan de la maison communale de Lacoste 1

- Une voie romaine traverse Lacoste où elle franchit la Lergue au niveau de Cornils. Cette voie secondaire relie La Via Domitiana (de Nîmes jusqu'en Catalogne) à Millau en Aveyron en passant par Saint-Thibéry.